# Tommaso Orsini
Tommaso Orsini († 10. Juli 1390 in Montenero Sabino) war ein italienischer Kardinal der Römischen Kirche. Er wurde auch Kardinal von Manupello genannt.

## Leben
Tommaso Orsini stammte aus der Familie der Grafen von Manoppello und war der Sohn von Napoleone Orsini und dessen Ehefrau Margherita Palearia, Gräfin von Manoppello. Der Familie Orsini entstammten mit Coelestin III., Nikolaus III. und Benedikt XIII. drei Päpste sowie zahlreiche Kardinäle.
Als Apostolischer Protonotar wurde Tommaso Orsini um 1383 zum Kardinaldiakon von Santa Maria in Domnica erhoben. Um 1384 war er Vikar des Papstes für Rom. Er informierte Papst Urban VI. über eine Verschwörung von sechs Kardinälen gegen seine Person. Am 10. Mai 1386 verließ er Genua, wo sich die Kurie zu jener Zeit aufhielt, für eine Legation im Kirchenstaat und in Umbrien. Dort eroberte er im Mai 1387 die Städte Narni, Terni, Amelia und insbesondere Viterbo. Für kurze Zeit war er im Dezember 1382 in der Festung Rocca d’Amelia inhaftiert, weil er in Viterbo dem Legaten, der sein Nachfolger war, widersprochen hatte, doch befreite ihn Papst Urban VI. persönlich. Er nahm am Konklave 1389 teil, das Papst Bonifatius IX. wählte. Tommaso Orsini krönte den Papst am 9. November 1389. Er zog sich am 19. Mai 1390 aus Rom auf seinen Landsitz in der Nähe von Rieti zurück, wo er am 10. Juli desselben Jahres starb. Beigesetzt wurde er in der Vatikanbasilika.